# Phthorima
Phthorima is een geslacht van insecten uit de orde vliesvleugeligen (Hymenoptera) en de familie Ichneumonidae.

## Soorten
- P. bidens (Davis, 1897)
- P. compressa (Desvignes, 1856)
- P. extensor Cushman, 1920
- P. obscuripennis (Hedwig, 1938)
- P. parallela (Uchida, 1957)
- P. picta (Habermehl, 1925)
- P. rossica Szepligeti, 1901
- P. rufipleurum Dasch, 1964
- P. rugosa (Uchida, 1957)
- P. sulcigena Dasch, 1964
- P. townesi Dasch, 1964
- P. xanthaspis (Thomson, 1890)